# Ce matin va être une pure soirée
Ce matin va être une pure soirée est un single de Fatal Bazooka (Michaël Youn) en featuring avec Big Ali, PZK, Dogg SoSo et DJ Chris Prolls. 
Le clip est dévoilé en juin 2010 pour la promotion du film Fatal. Le nom de la chanson fait référence à la chanson des Black Eyed Peas I Gotta Feeling, dans cette chanson, il est dit : « I gotta feeling that tonight's gonna be a good night », qui se traduit par, « je sens que cette soirée va être une bonne soirée ». Dans le clip, des références publicitaires à l'iPhone, le BlackBerry et Vivelle Dop sont faites. La pochette du single est une parodie de celle du single de David Guetta & Chris Willis featuring Fergie & LMFAO : Gettin' Over You.
Comme dans tout ses morceaux, Fatal Bazooka enchaîne les références et clins d’œil à des artistes rap - hip hop, avec ici une parodie de Dans le klub de TTC avec trois clubbers dans un bus de banlieue.

## Classement par pays
| Classement (2010)                       | Meilleure position |
| --------------------------------------- | ------------------ |
| France (SNEP Téléchargement)            | 4                  |
| Suisse (Schweizer Hitparade)            | 52                 |
| Belgique (Wallonie Ultratop 50 Singles) | 20                 |